# IPアドレス制限

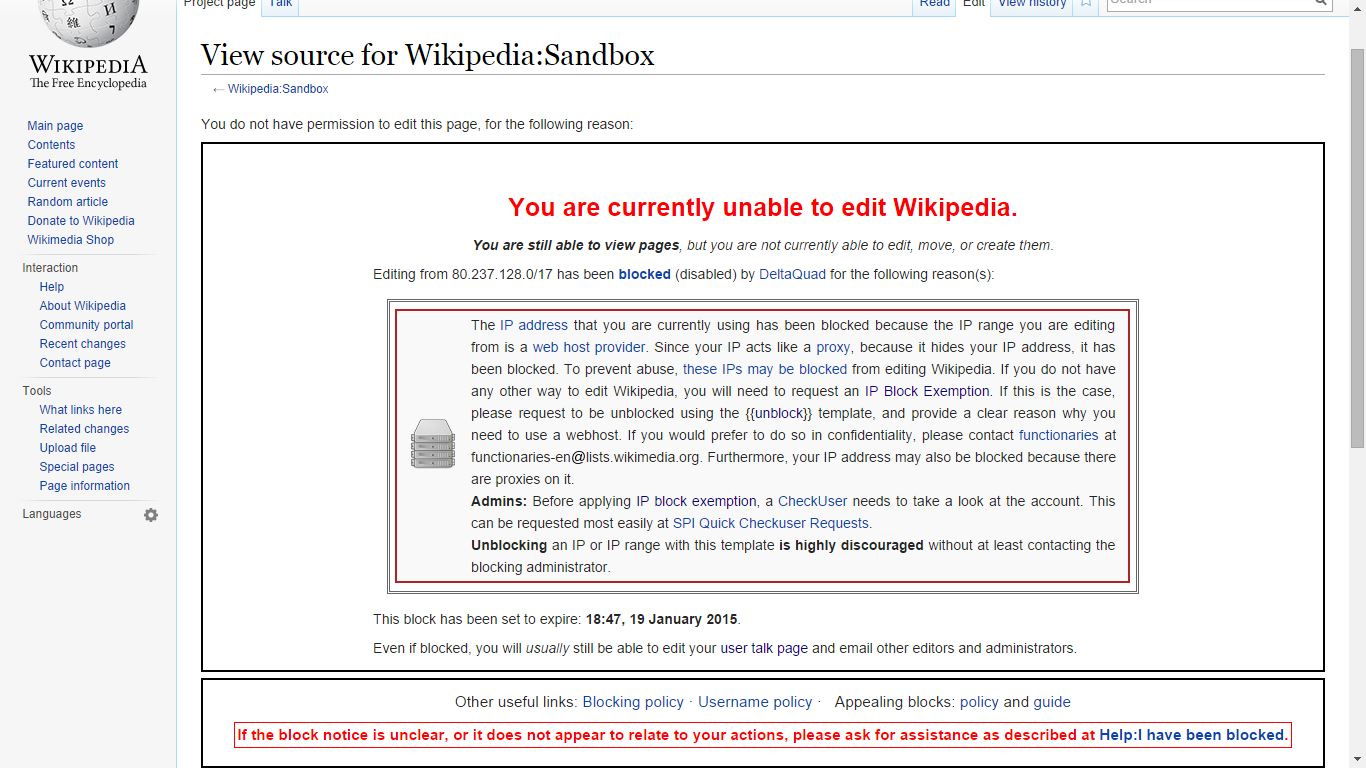
ウィキペディアのIPブロック・メッセージのスクリーンショット（この場合、ユーザーは編集できない）

IPアドレス制限（英 : IP address blocking, IP banning）は、特定のIPアドレスを持つホストからの要求をブロックするネットワークサービスのひとつである。IPアドレス制限は、総当たり攻撃などからサイトを保護するために一般的に使用される。 IPアドレス制限では、特定の地域へのアクセスや、特定の地域からのアクセスを制限することもできる。たとえば、インターネット・ジオロケーションとブロックを使用し特定の地域へのコンテンツを制限する例が挙げられる。
IPアドレス制限は hostsファイルを使用する多くのシステムで利用できる。Unix系オペレーティングシステムでは 、TCPラッパーを使用してIPアドレス制限を行う。
プロキシサーバーやその他の方法を使用して、IPアドレスからのトラフィックのブロックを回避できる。ただし DHCPリースの更新など、プロキシ対策も存在する。

## 仕組み
インターネットに接続されているすべてのデバイスには、デバイスが相互に通信できるようにするために必要な固有のIPアドレスが割り当てられる。Webサイトを訪問すると、訪問者のIPアドレスがログに記録される。そのデータは訪問者の地理的な位置情報の特定にも使用できる。
IPアドレスをログに記録すると、たとえば、ユーザーが以前にサイトにアクセスしたことがあるかを確認できる。サイト内での行動パターンを解析することも可能である。
訪問者の地理的な位置情報には、訪問者がどこの国からのアクセスなのかという情報も含まれる。それによって、特定の国からのアクセスまたは特定の国へのアクセスを完全に制限できる。たとえば、ジオブロッキングは番組の視聴を制限するために使用される。特に中国などでは頻繁に検閲で不適切された番組の視聴を制限するために利用される。
インターネットユーザーは、VPN接続を利用することでジオブロッキングと検閲を回避でき、インターネット上の匿名性を維持できる。
Webサイトでは、IPアドレス制限を使用することで、不審な行為を目論むアドレスのアクセスを防ぐことができる。また警告やアカウント制限を最初に表示することもできる。 インターネットサービスプロバイダがIPアドレスを動的割り当てにしたことで、特定のユーザーをブロックすることが困難となっている。IPアドレス制限システムの複雑化は、付随的な損害を生み出す可能性がある。

## 実装
Unix系オペレーティングシステムは通常、ホストアクセス制御ファイル/etc/hosts.denyおよび/etc/hosts.allowによって構成されたTCPラッパーを使用してIPアドレス制限を実行する。
ユーザーにリモートアクセスを提供している学校や企業は、不正アクセスから保護するためにDenyHostsやFail2banなどのLinuxプログラムを使用している。これらはコンピューターへのリモートアクセスを許可する場合にも役立つ。ネット検閲にも利用される。
IPアドレス制限は、「ホスト名」と「IPアドレス」を含む単純なテキストファイルであるhostsファイルを使用しているため多くのシステムで利用できる。ホストファイルは、Microsoft Windows、Linux、Android、OSXなどの多くのオペレーティングシステムで使用されている。

## アクセス回避

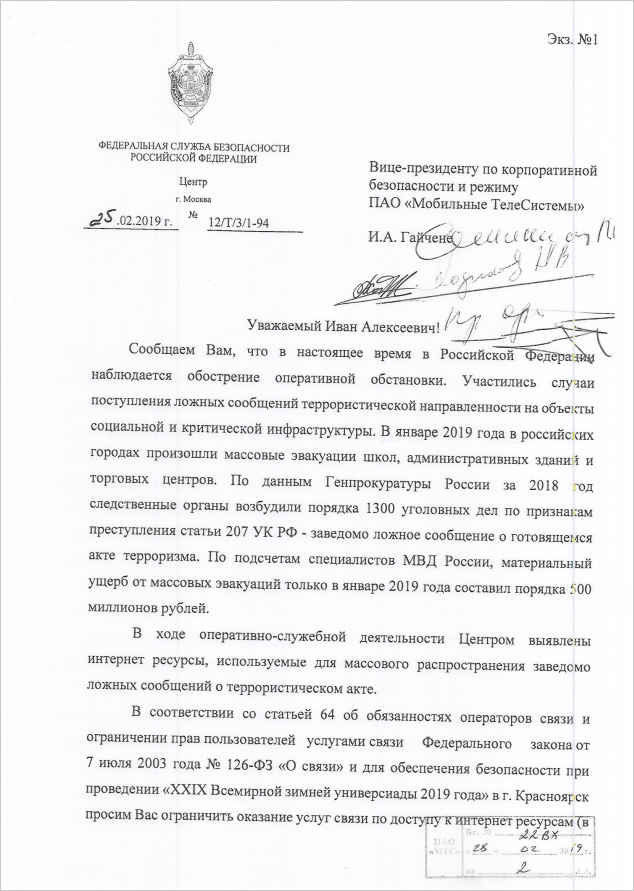
ProtonMailのIP制限に関するロシア連邦保安庁（FSB）からの手紙

プロキシサーバーやその他の方法を使用して、IPアドレスからのトラフィック・ブロックを回避できる。それをさせないアンチ・プロキシ戦略も存在する。消費者向けインターネット・ルーターは、 DHCPリース更新を使用してインターネットサービスプロバイダーからオンデマンドで新しい「パブリックIPアドレスを取得し、個々のIPアドレス制限を回避できる場合がある。これはインターネットサービスプロバイダーが存在するIPアドレスの範囲をブロックすることで対処できる。ただし同じ範囲のIPアドレスを持つ同じインターネットサービス・プロバイダーの正当なユーザーに影響を与える可能性があり、誤ってDos攻撃を引き起こすこともあり得る。
2013年「Craigslist Inc. v. 3Taps Inc.」の裁判で、米国裁判所の裁判官Charles R. Breyerは、ウェブサイトのIPアドレス制限を突破することは、「コンピュータ詐欺と濫用に関する法律」に違反すると主張した。